# Hernán Ocampos
Hernán Ocampos (La Plata, Provincia de Buenos Aires, Argentina, 16 de octubre de 1980) es un futbolista argentino de unos 1,93 metros. 
Jugó en el Gimnasia y Esgrima de La Plata en 1999, y en Los Andes en 2001. A mediados del 2002 retomó a los Gimnasia y Esgrima de La Plata pero fue dejado en libertad de acción. Partió hacia El Salvador para probarse en el Alianza. Pero no quedó. Desembarcó en Ecuador y firmó para el Aucas en 2003, en 2004 había tenido un paso por el fútbol venezolano, con los colores del Aragua FC.
En 2005 actuó para San Martín de Tucumán pero se fue antes de que el equipo ascendiera a la B Nacional y ahora esta en el Club Atlético Villa San Carlos de la Primera B Metropolitana de Argentina. 

## Trayectoria
Debutó el 5 de diciembre de 1999, frente a Boca Juniors, en un partido en el cual Gimnasia perdió por 1 - 0 reemplazando a Fernando Gatti. En ese momento, Gimnasia era dirigido técnicamente por Gregorio Pérez. 
El delantero alto (1,93 metros) y con poco gol que surgió en la Primera División de Gimnasia y Esgrima de La Plata en 1999, coincidiendo con el asomo del Gordo Barclay. De entrada, varios simpatizantes del Lobo se esperanzaron porque su porte físico prometía seguir el camino de Hugo Romeo Guerra y el Pampa Sosa. Pero se tuvieron que conformar con la presencia del Colorado Sava porque los goles de su suplente, Ocampos, se hicieron desear bastante.
Es cierto que jugó muy poco (27 partidos con escasos minutos y 2 goles), pero se las arregló para quedar en la memoria del hincha tripero. En un clásico disputado el 10 de septiembre de 2000, el lungo atacante festejó de una manera muy particular el gol de su compañero Sava que decretó la victoria del Lobo por 3 a 2. Ocampos se tomó los testículos mirando a la tribuna de Estudiantes y enfureció a varios simpatizantes del Pincha.
Un hincha del León llamado Horacio Perafán lo denunció y, tras las actuaciones judiciales, en los primeros meses de 2001 le llegó la sentencia al jugador por parte del juez Eduardo Eskenazi, del Juzgado correccional N° 2 de La Plata. La medida era por lo menos insólita: Ocampos debía concurrir a la Comisaría más cercana a su domicilio durante tres partidos en los que jugara Gimnasia. El incidente pareció no caerle bien al Director Técnico, que esos tiempos era Timoteo Griguol, porque después no le dio muchas oportunidades y tuvo que ir a lucharla a Los Andes, donde hizo dupla con Diego Graieb.
A mediados de 2002 retornó a Gimnasia pero fue dejado en libertad de acción, junto a otros como Fernando Gatti y los arqueros Juan José Romero y Daniel Bertoya. Sin rumbo fijo, partió hacia El Salvador para probarse en el Alianza. Pero no quedó y siguió peregrinando por el Mundo. Desembarcó en Ecuador y firmó para el Aucas (2003), donde se anotó en el marcador en algunos partidos pero no trascendió demasiado.
No fue extraño enterarse de que había tenido un paso por el fútbol venezolano, con los colores del Aragua FC (2004-05). Hizo algunos goles pero lo más importante es que compartió el plantel con Rafael Mea Vitali y David McIntosch.
En 2005/2006 actuó para San Martín de Tucumán pero se fue antes de que el equipo ascendiera a la B Nacional.  
Hasta 2009 estuvo en el Club Atlético Villa San Carlos de la Primera B Metropolitana de Argentina.